# Fernando Echavarri Erasum
Fernando Echavarri Erasum (Santander, Espanya 1972) és un regatista càntabre, guanyador d'una medalla d'or olímpica.

## Biografia
Va néixer el 13 d'agost de 1972 a la ciutat de Santander, capital de Cantàbria.

## Carrera esportiva
Va participar, als 31 anys, en els Jocs Olímpics d'Estiu de 2004 realitzats a Atenes (Grècia), on va aconseguir finalitzar en vuitena posició en la classe Tornado al costat d'Antón Paz, obtenint així un diploma olímpic. En els Jocs Olímpics d'Estiu de 2008 realitzats a Pequín (Xina), i juntament amb Paz, aconseguí guanyar la medalla d'or en aquesta competició.
Al llarg de la seva carrera ha aconseguit dues medalles d'or en el Campionat del Món de vela els anys 2005 i 2007. L'any 2005 aconseguí, així mateix, una medalla d'or en el Campionat d'Europa de vela.